# 天主教庫佩拉總教區
天主教庫佩拉總教區（拉丁語：Archidioecesis Tenkodogoënsis）是布基納法索一個羅馬天主教教省總教區，下轄四個教區。此總教區是該國三個總教區之一。
同名教區於1956年2月20日成立，2000年12月5日升為總教區。總教區包括庫里滕加省和岡祖爾古省，2012年時有教友116,082人（佔轄區總人口25.6%）、八個堂區和五十一名司鐸。
現任總主教為加俾額爾·薩約戈，榮休總主教為色辣芬·方濟各·魯安巴。